# Viennacontemporary

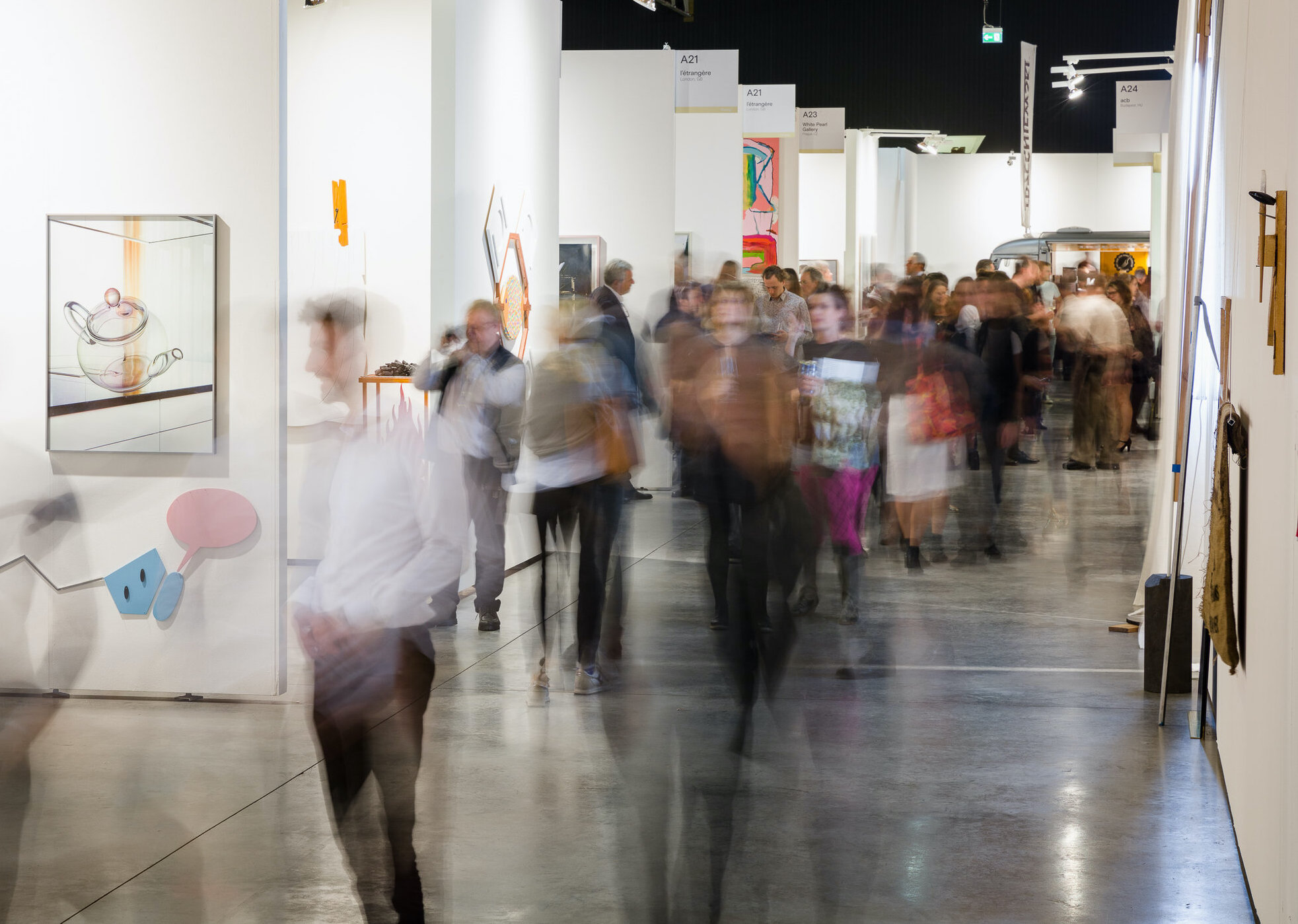
Ярмарка современного искусства viennacontemporary

viennacontemporary — международная ярмарка современного искусства в Вене, Австрия. Начиная с 2022 года, ярмарка будет регулярно проходить в Курсалонe, Штадтпарк, в центре Вены. Помимо специального фокуса на современном искусстве стран Центральной и Восточной Европы, на ярмарке можно найти международные и австрийские галереи, представляющие как молодых, так и известных художников.  
Ряд мероприятий, организованных в сотрудничестве с австрийскими музеями и другими художественными институциями, подчеркивают важность Вены как центра современного искусства и культуры.
Каждый год, ярмарка принимает тысячи посетителей, в том числе и важных акционеров рынка искусства. В 2022 году, в viennacontemporary будут представлены около 70 интернациональных и локальных галерей.

## История

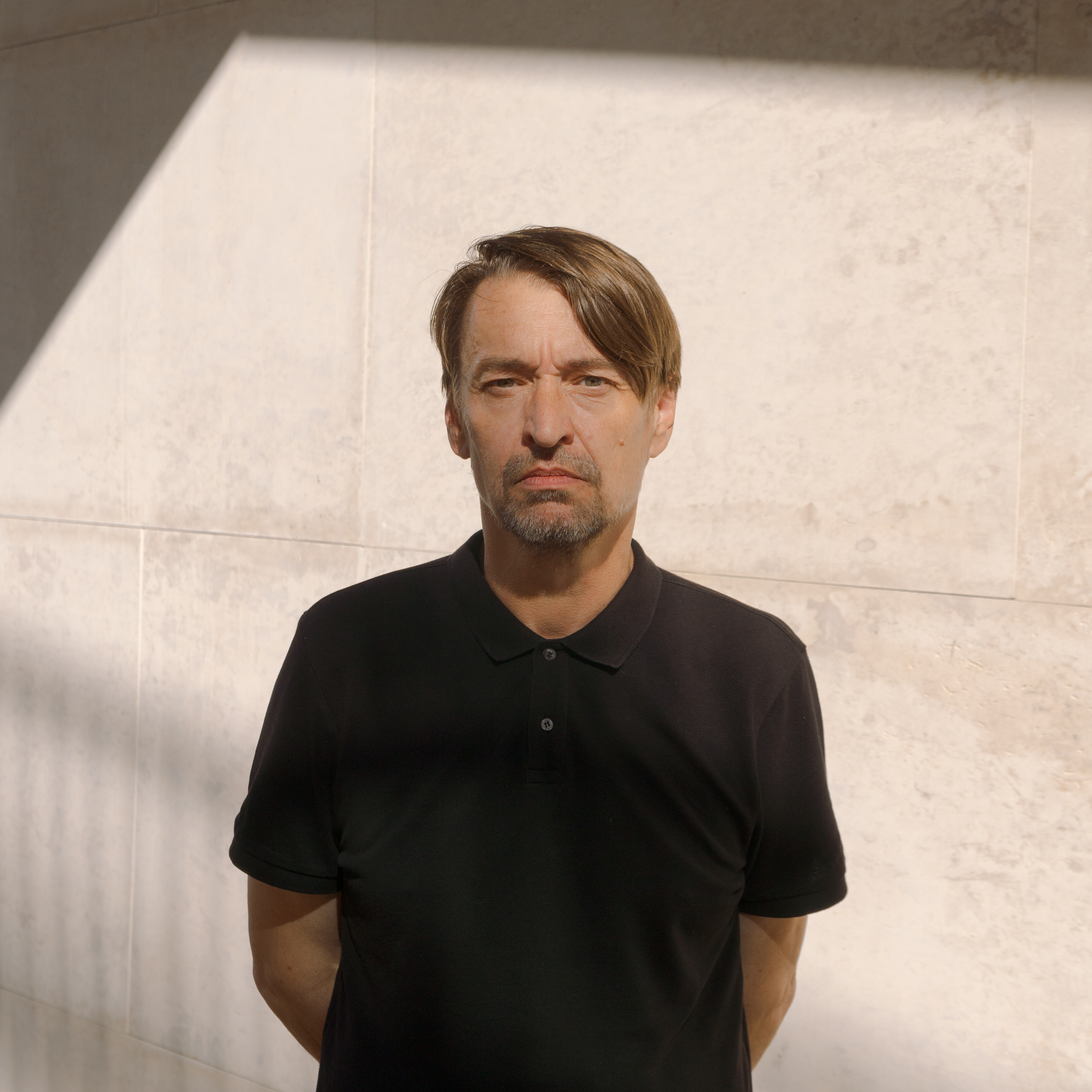
Борис Ондрейчка, арт-директор viennacontemporary с 2021 года

В 2012 г. команда под руководством председателя правления Дмитрия Юрьевича Аксенова, управляющего директора Ренгера ван ден Хойвеля и двух арт-директоров – Кристины Штейнбрехер-Пфандт и Виты Заман, – организовала в Вене ярмарку современного искусства Viennafair. В 2014 г. Вита Заман покинула компанию. В 2015 г. ярмарка была переименована во viennacontemporary и перенесена в Маркс-Халле. Кристина Штейнбрехер-Пфандт руководила ярмаркой с 2015 по 2018 гг.,  а в 2019 году новым арт-директором была назначена Йоханна Хромик.
В 2021 году, арт-директором ярмарки стал Борис Ондрейчка. В этом же году ярмарка проходила в Neue Alte Post в Вене.
В 2022 году, Дмитрий Аксенов сложил свои полномочия председателя правления ярмарки. Начиная с 2022 года, ярмарка будет регулярно проходить в Курсалонe, Штадтпарк, в центре Вены.

## Курсалон
Построенный в 1865 году в стиле итальянского неоренессанса, Курсалон является одним из самых впечатляющих зданий во Внутреннем Городе Вены. Его великолепные залы обеспечивают грандиозную обстановку для современного искусства, подчеркивая уникальное взаимодействие исторического наследия Вены и процветающей молодой творческой сцены. Классическое здание активизирует функцию ярмарки как сетевой платформы, объединяющей традиционное и прогрессивное, Восток и Запад, а также энтузиастов искусства, приглашенные галереи и известных экспертов в области искусства со всего мира. Новая локация в самом центре города поможет гостям viennacontemporary получить уникальный опыт благодаря близости ко многим авторитетным галереям, известным музеям, историческим кафе, важным культурным учреждениям и архитектурным достопримечательностям австрийской столицы.